# Río Kallang
Río Kallang (en chino: 加冷河; pinyin: Jiālěng Hé; en inglés: Kallang River) es un río del país asiático de Singapur que fluye 10 kilómetros desde el reservorio Lower Peirce a la costa en la autopista Nicoll, por lo que es el río más largo en Singapur. La desembocadura del río ha sido tradicionalmente en la cuenca Kallang, a pesar de que la Ganancia de tierras extensas en el área significó que el río solo fluyera en el mar abierto a través del Canal Marina, entre Marina Centro y Marina Este.